# Frédéric de Saluces
Frédéric de Saluces, mort en 1483, est un prélat piémontais, évêque de Carpentras au XVe siècle. 

## Biographie

### Origines
Frédéric est fils de Louis Ier, marquis de Saluces, et d'Isabelle Paléologue, fille du marquis Jean Jacques de Montferrat.
Il est le petit-neveu du pape Clément VII[Lequel ?].

### Carrière
Frédéric de Saluces est nommé, en 1465, chanoine-comte de Saint-Jean de Lyon.
Il est abbé Staffarda (Piémont).
Il est conseiller du duc de Savoie.
Il est doyen de l'église de Saluces et recteur du comtat Venaissin, en 1474. Il démissionne lorsqu'il est nommé sur le siège épiscopal.
Il avait été nommé administrateur de l'évêché de Carpentras le 21 janvier 1472 puis évêque de 1476 à sa mort, en 1483,.

## Armes
Les armes de Frédéric de Saluces se blasonnent ainsi équipolé de cinq points d'argent à quatre d'azur, d'après Jules de Terris (1886). L'auteur annote que Ferdinando Ughelli (XVIe siècle) indiquait que le prélat portait : D'argent à la croix de Piémont d'azur, ou encore : D'or au chef d'azur.
La famille Del Vasto (it) (dont sont issus les marquis de Saluces) porte D'argent au chef d'azur.